# Spartina arundinacea
Spartina arundinacea là một loài thực vật có hoa trong họ Hòa thảo. Loài này được (Thouars) Carmich. miêu tả khoa học đầu tiên năm 1819.